# Wies
Wies osztrák mezőváros Stájerország Deutschlandsbergi járásában. 2017 januárjában 4420 lakosa volt. 

## Elhelyezkedése

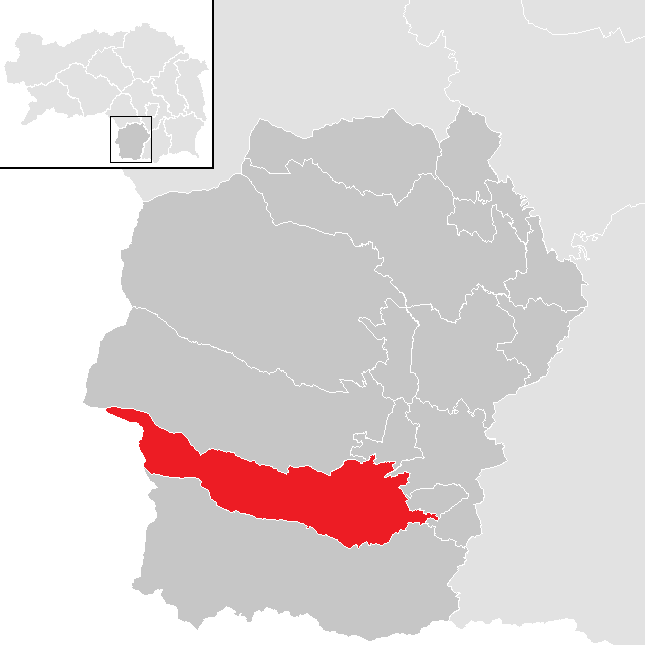
Wies a Deutschlandsbergi járásban

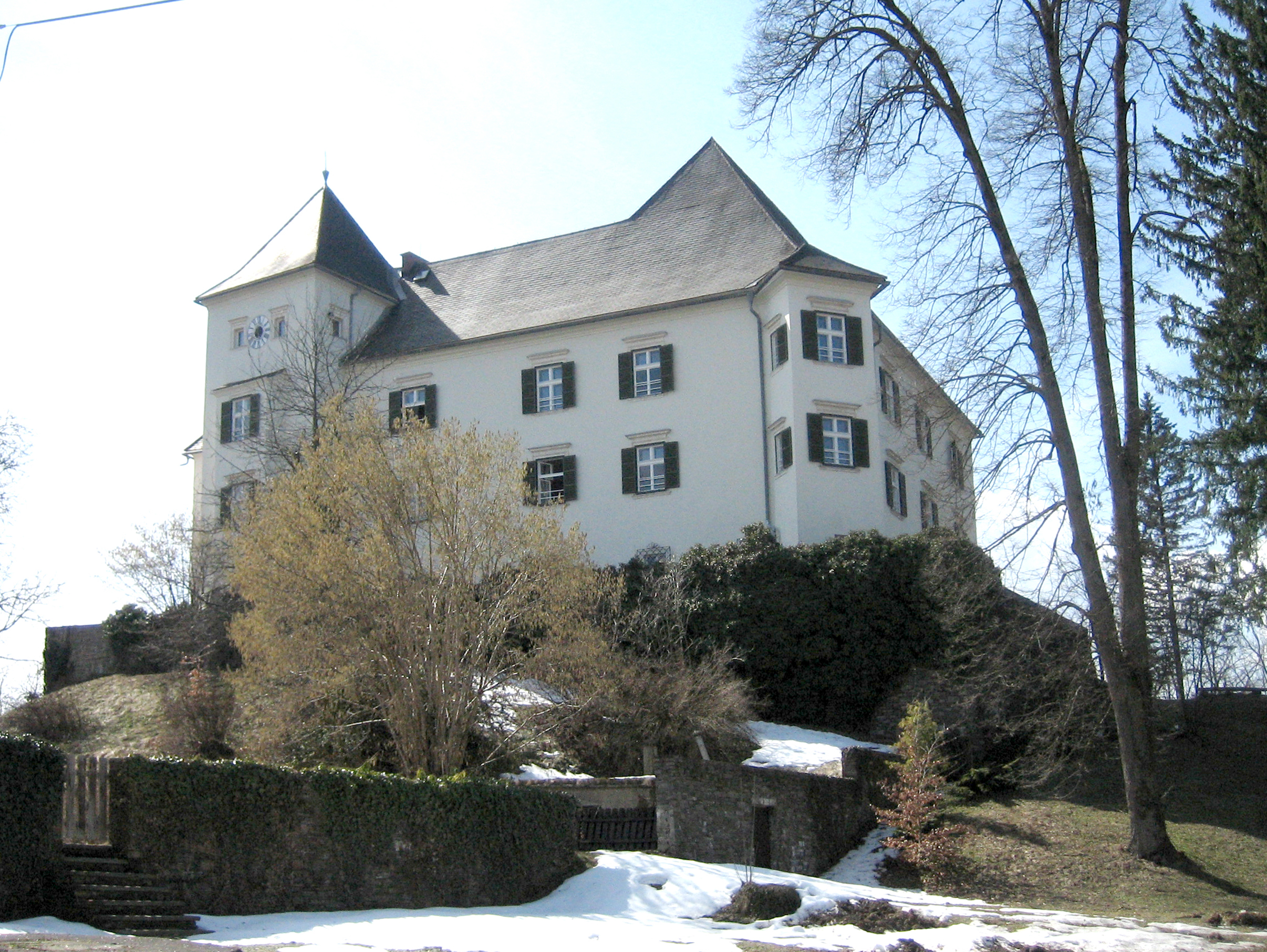
A Burgstall-várkastély

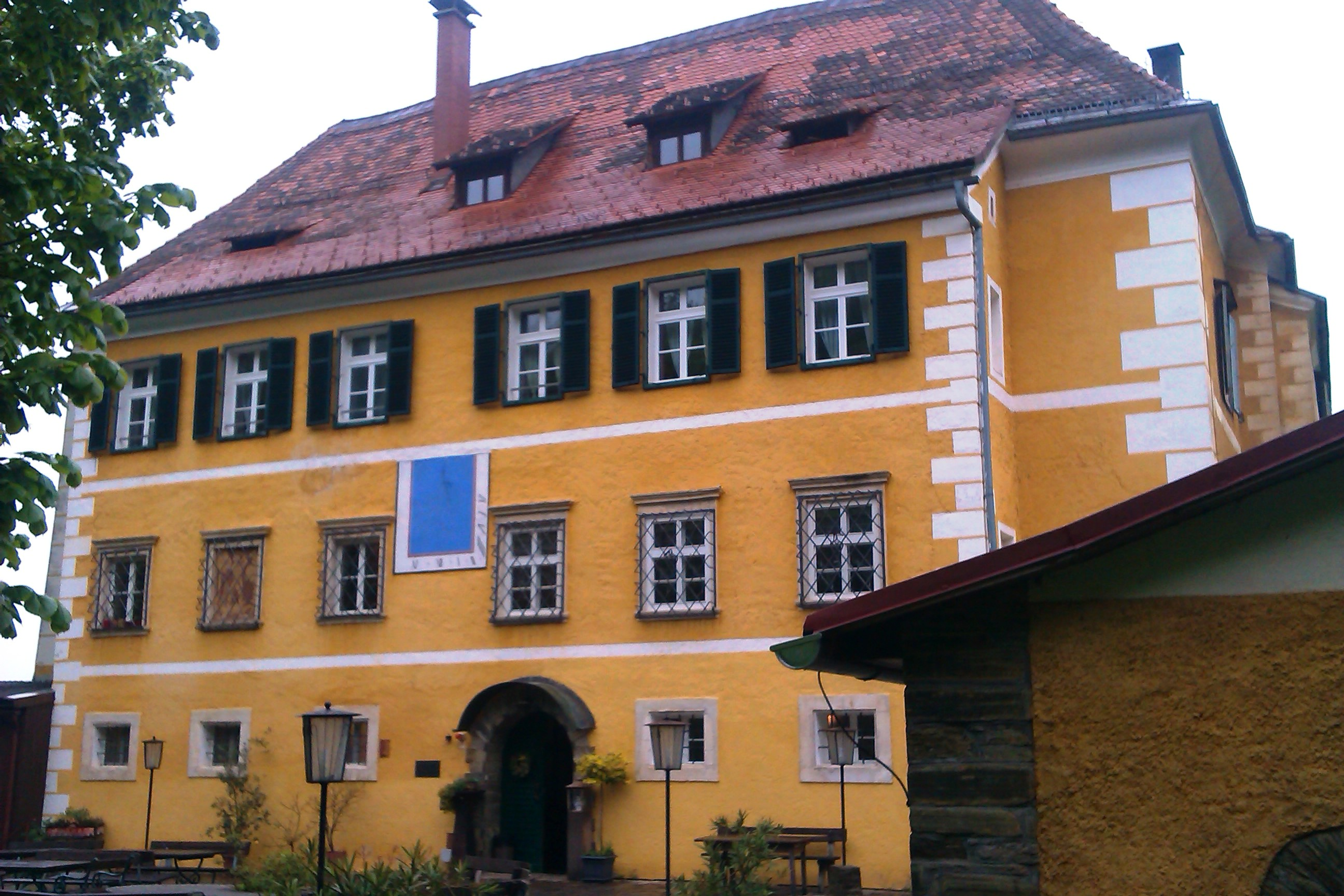
A limbergi kastély

Wies a tartomány déli részén fekszik a Nyugat-Stájerország régióban, a Koralpe-hegységben, a Fehér-Sulm (a Mura mellékfolyója) mentén. Az önkormányzat 16 katasztrális községben 17 falut fog össze: Altenmarkt (956 lakos), Aug (138), Buchegg (47), Buchenberg (84), Etzendorf (162), Gaißeregg (146), Gieselegg (58), Kogl (235), Lamberg (43), Limberg (253), Mitterlimberg (709), Pörbach (143), Unterfresen (456), Vordersdorf (429), Wernersdorf (170), Wiel (124), Wies (306).
A környező települések: északra Bad Schwanberg és Sankt Peter im Sulmtal, keletre Sankt Martin im Sulmtal és Pölfing-Brunn, délre Eibiswald, nyugatra Sankt Georgen im Lavanttal (Karintia).

## Története
Wiest 1318-ban még Weczelsgerewt néven említik, amely a Wetzil személynévből származtatható.
Wies temploma kedvelt búcsújáróhely volt a 18-19. században. 1850 szeptemberében mintegy 200, Szt. Mihály-napra érkező zarándokot szállásoltak el egy pékség padlásán, majd a tulajdonos rájuk zárta az ajtót, nehogy fizetés nélkül távozzanak. Hajnalban tűz ütött ki az épületben és mire a zarándokokat kiszabadították kilencen halálos égéseket szenvedtek, harminc másik ember pedig a későbbiekben halt bele égési sebeibe.
1934 nyarán a júliusi puccs során a nemzetiszocialisták megpróbálták átvenni a hatalmat Ausztriában. Július 15-én Wies Jagernigg felé eső határán nagyobb náci csapat gyűlt össze, akik állítólag 180 puskával és egy géppuskával voltak felfegyverezve. Este 11 körül erősítést kaptak és bevonultak a településre és lövöldözésbe keveredtek a paramilitáris Ostmärkische Sturmscharen csoporttal, akik közül egy fő elesett. Éjfélre a mintegy száz puccsista elfoglalta Wies csendőrségét, ahonnan a csendőrök visszavonultak. Másnapra azonban az államcsíny országos szinten összeomlott, a nácik pedig jórészt külföldre menekültek.
1960-ban Altenmark község területének egy részét egyesítették Wiessel; ezt követte 1969-ben Vordersdorf, majd a 2015-ös stájerországi közigazgatási reform során Wernersdorf, Wielfresen és Limberg.

## Lakosság
A wiesi önkormányzat területén 2017 januárjában 4420 fő élt. A lakosság 1951 (akkor 5535 lakos) óta folyamatosan csökken. 2001-ben a helybeliek 95,8%-a volt osztrák állampolgár. 95,8% római katolikusnak, 0,8% mohamedánnak, 0,7% evangélikusnak, 2% pedig felekezeten kívülinek vallotta magát.

## Látnivalók

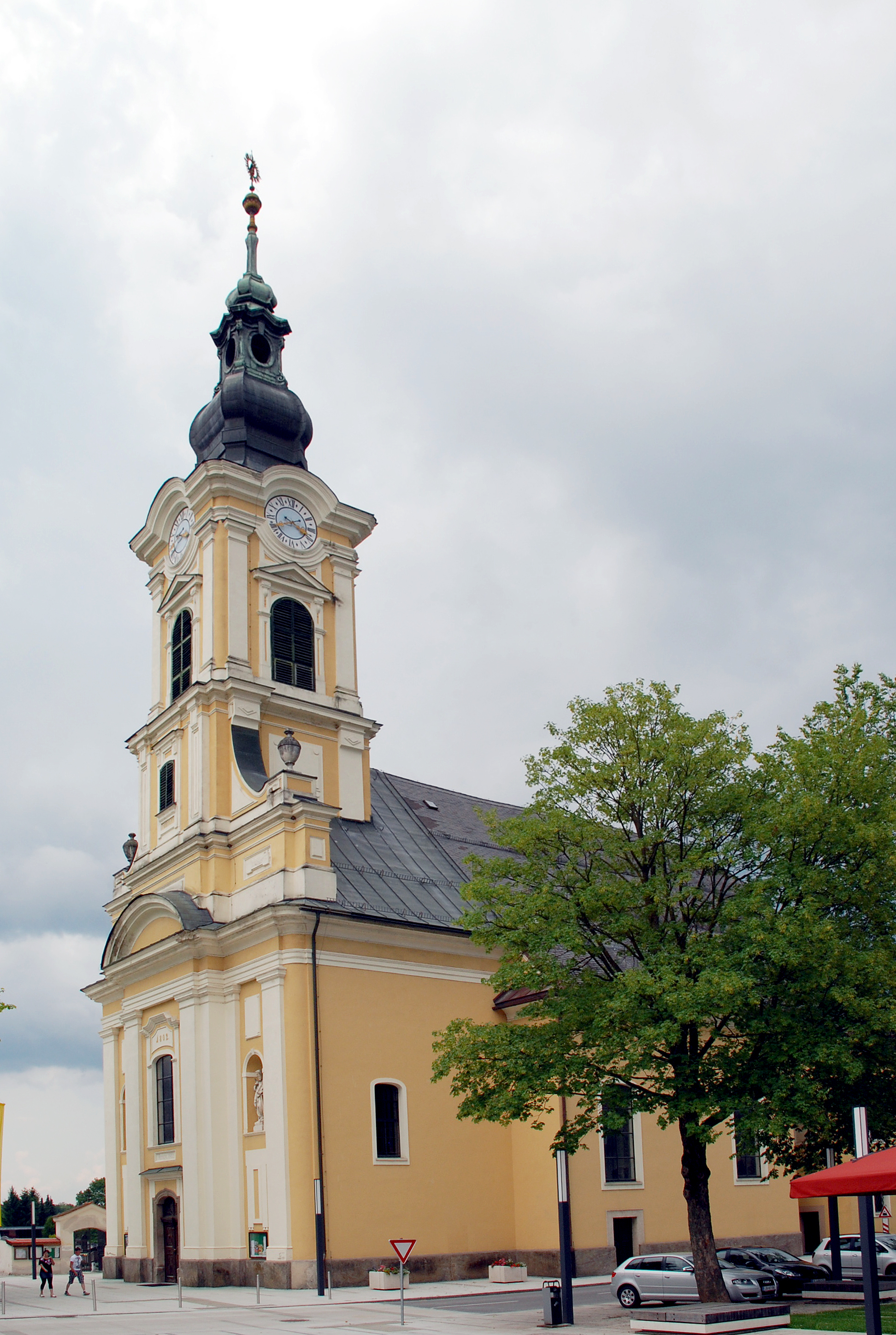
A Megkorbácsolt Megváltó-plébániatemplom

- a wiesi plébániatemplom 1782-ben épült (tornya 1801-ben készült el) egy korábbi kápolna helyén, amelyben a megkorbácsolt Megváltó szobrát helyezték el, és amely több ezer zarándokot vonzott. A búcsújáróhely népszerűsége nagyot esett az 1850-es tragikus tűzvész után.
- Wiel Szt. Katalin-plébániatemploma
- a Burgstall-várkastély (korábbi nevén Lackenberg-kastély) a mai formájában a 16. század végén épült reneszánsz stílusban. Az idők során a Walsee, Eibiswald, Schrottenbach, Herberstein és Liechtenstein-családok birtokolták. A kastély mellett jó állapotban megmaradt magtár található.
- a limbergi kastély mai formájában a 16. században készült el, majd 1661-1681 között átépítették.
- a volt Leitinger-fogadó
- Ecce Homo-emlékmű Wies főterén

## Híres wiesiek
- Anton Halm (1789-1872) zeneszerző

## Fordítás
- Ez a szócikk részben vagy egészben  a   Wies című német Wikipédia-szócikk ezen változatának fordításán alapul.  Az eredeti cikk szerkesztőit annak laptörténete sorolja fel. Ez a jelzés csupán a megfogalmazás eredetét és a szerzői jogokat jelzi, nem szolgál a cikkben szereplő információk forrásmegjelöléseként.